# سايمور موريس
سايمور موريس (بالإنجليزية: Seymour Morris)‏ (15 فبراير 1913 في المملكة المتحدة - 1 أكتوبر 1991) هو لاعب كرة قدم بريطاني (وحمل سابقاً جنسية المملكة المتحدة لبريطانيا العظمى وأيرلندا) في مركز جناح ‏. شارك مع منتخب ويلز لكرة القدم. أما مع النوادي، فقد لعب مع برمنغهام سيتي وهدرسفيلد تاون وأبردير تاون ‏.

## وصلات خارجية
- سايمور موريس على موقع قاعدة بيانات كرة القدم.إي يو (الإنجليزية)